# Oskar Ritter von Niedermayer
Oskar Ritter von Niedermayer (ur. 8 listopada 1885 we Freising, zm. 25 września 1948 we Włodzimierzu) – niemiecki wojskowy, generał major Wehrmachtu, podróżnik, dyplomata, specjalista ds. tureckich i arabskich, naukowiec, publicysta i pisarz, dowódca 162. Dywizji Piechoty podczas II wojny światowej.

## Życiorys
W połowie lipca 1905 wstąpił do armii niemieckiej. Służył w 10 Bawarskim Pułku Artylerii Polowej. Na własną prośbę uczył się geografii i języków irańskich. W 1912 uzyskał zgodę na odbycie podróży do Persji i Indii. Zwiedził też Egipt, Arabię i Palestynę. Powrócił do Niemiec w 1914. W połowie grudnia tego roku naczelne dowództwo armii niemieckiej wysłało go z ekspedycją do Afganistanu w celu wzniecenia powstania przeciwko Brytyjczykom. Pod koniec września 1915 przybyła ona do Kabulu, ale emir Habibullah Chan postanowił pozostać neutralnym. Pomimo tego udało mu się zorganizować akty dywersji na granicy z Indiami. Zajmował się również reorganizacją armii afgańskiej i tworzeniem szkolnictwa wojskowego. Niemcy przebywali w Afganistanie do maja 1916. Na początku września tego roku przybyli do Imperium Osmańskiego. Oskar Ritter von Niedermayer uzyskał od dowódcy niemieckiej misji wojskowej feldmarszałka Colmara von der Goltza rozkaz udania się na tereny arabskie w granicach tureckich. Wkrótce przejął dowództwo specjalnych oddziałów wojskowych na Środkowym Wschodzie. W marcu 1918 powrócił do Niemiec. Odkomenderowano go na front zachodni, gdzie w stopniu kapitana uczestniczył w ciężkich walkach w Szampanii i Flandrii.
Po zakończeniu działań wojennych w listopadzie 1918, studiował 2 semestry filologię i geografię na uniwersytecie w Monachium. Uzyskał tytuł doktora filologii. Od końca kwietnia 1919 służył we Freikorpsie Eppa, walczącym przeciw Bawarskiej Republice Rad. W połowie grudnia tego roku powrócił do czynnej służby wojskowej. Objął dowództwo 23. Dywizji Piechoty. Jednocześnie pełnił funkcję adiutanta ministra Reichswehry Otto Gesslera. Pod koniec grudnia 1921 oficjalnie odszedł z wojska. Faktycznie prowadził tajne prace w wydziale ds. Rosji Radzieckiej najwyższego dowództwa Reichswehry. Następnie do 1932 pracował w przedstawicielstwie Republiki Weimarskiej w Moskwie, współorganizował szkołę Reichswehry w ZSRR.
Po powrocie do Niemiec wstąpił do 2. Pruskiego Pułku Artylerii. Pod koniec stycznia 1933 w stopniu podpułkownika po raz wtóry zrezygnował ze służby wojskowej, wstąpił do NSDAP, podjął pracę naukową. Został pracownikiem naukowym wydziału geografii uniwersytetu w Berlinie. Jednocześnie na początku listopada 1935 został oficerem rezerwy. Od końca lutego 1937 pracował w Instytucie Ogólnej Nauki Wojskowej w Berlinie. Wkrótce wystąpił z koncepcją utworzenia Narodowo-Politycznego Instytutu Badawczego, który rozpoczął działalność pod koniec 1937. Na początku października 1939 awansował do stopnia pułkownika. Kilkakrotnie apelował do Oberkommando der Wehrmacht (OKW) w sprawie wykorzystania wojskowego jego umiejętności.
Pod koniec maja 1942 w stopniu generała majora został zaangażowany do organizowania na okupowanej Ukrainie kolaboracyjnej 162. Dywizji Piechoty Wehrmachtu. Pod koniec maja 1943 stanął na jej czele. Dywizja zwalczała partyzantów w okupowanej Słowenii, zaś od marca 1944 w północnych Włoszech. Od maja tego roku gen. Ritter von Niedermayer stał na czele sztabu 703. Pułku Wojsk Wschodnich Specjalnego Przeznaczenia. W sierpniu został aresztowany pod zarzutem defetyzmu za krytykowanie polityki „wschodniej” Adolfa Hitlera. Osadzono go w więzieniu w Torgau, skąd zbiegł już po kapitulacji III Rzeszy 8/9 maja 1945.
Udał się do Ratyzbony, a następnie do Karlowych Warów, gdzie został aresztowany przez Sowietów i deportowany do Moskwy. Po procesie skazano go na karę 25 lat więzienia. Zmarł 25 września 1948 w szpitalu przy więzieniu we Włodzimierzu.

## Twórczość
- Meine Rückkehr aus Afghanistan (1918)
- Die Binnenbecken des Iranischen Hochlandes (1918)
- Afghanistan (1924)
- Unter der Glutsonne Irans – Kriegserlebnisse der deutschen Expedition nach Persien und Afganistan (1925)
- Krieg in Irans Wüsten (1940)
- Wehrgeographische Betrachtung der Sowjetunion (1933)
- Sowjet-Rußland – Eine geopolitische Problemstellung (1934)
- Wehrpolitik – Eine Einführung und Begriffsbestimmung (1939)
- Wehrgeographischer Atlas von Frankreich (1939)
- Soldatentum und Wissenschaft (1940)
- Wehrgeographie am Beispiel Sowjetrusslands (1940)
- Wehrgeographischer Atlas von Grossbritannien (1940)
- Wehrgeographischer Atlas der Union der Sozialistischen Sowjetrepubliken (1941)
- Wehrgeographie (1942)